# Louis François Léon Friant
Louis-Gilbert-François-Léon Friant, 3e comte Friant, né le 16 avril 1822 et mort le 22 aout 1899 à Paris est un général de division (1883) et inspecteur général permanent de cavalerie. 

## Biographie

### Famille
Il est le fils Jean-François Friant (1790-1867) comte de l'Empire et de Elisa Seguin. Il épouse le 21 avril 1863 Françoise-Elisabeth-Sidonie Ursin, veuve Ravier. 

### Carrière militaire
Il entre à Saint-Cyr en 1842 (Promotion du Tremblement) puis à l'école de cavalerie de Saumur en 1844. 
En 1846, Il est affecté au  7e régiment de cuirassiers de Meaux. Promu capitaine le 25 octobre 1851 il est envoyé avec son régiment à Versailles. 
En 1852, il est adjudant-major et en 1858, il devient officier d'ordonnance de Napoléon III. 
Il participe à la Campagne d'Italie (1859) et prend part aux batailles de Magenta et de Solférino. 
Le 23 mai 1860, il est promu chef d'escadron au 1er de carabiniers et en 1866 il commande la cavalerie de la garde impériale. 
Nommé Lieutenant-colonel en 1867, il commande un régiment à Sedan. Il combat à Metz, principalement celle de Rezonville du 16 août 1870, où il commande son régiment qui fut dès le matin fortement engagé avec l’ennemi. Il combat de nouveau lors du siège de Metz (1870). Il est également présent à la bataille de Saint-Privat. La capitulation de l'armée française l'oblige à déposer les armes et il reste en captivité jusqu'à la paix avec les autres officiers français.
Sous la IIIe République, il est nommé colonel du 9e de hussards à Lunel le 22 juillet 1871. 
Le 30 septembre 1875, il est promu général de brigade et reçoit le commandement de la 1re brigade de chasseurs d'Épinal.
Entre 1876 et 1877 il commande la 1re brigade de chasseurs de la 6e division de cavalerie.
De 1878 à 1881 il reçoit le commandement de la 6e brigade. Il transfère son quartier général à Gray auprès du 1er dragons et commande le 9e hussards.
En 1882, il commande la 2e Brigade de Dragons de la 1re division de cavalerie.
Le 28 mai 1883 il est promu général de division et la même année il est nommé inspecteur général permanent de cavalerie. 
Le 27 mai 1887 il est mis à la retraite et  se retire alors à Paris en son domicile 5 rue Vignon où décède le 22 août 1899 à l'âge de 77 ans, dernier de sa famille.

### Hommage du Figaro le 23 août 1899
Le général comte Friant, depuis longtemps souffrant, est mort l'avant-dernière nuit dans son appartement, 5, rue Vignon. Avec lui disparaît l'un de nos plus brillants officiers de cavalerie et l'un des sportsmen les plus accomplis. Il était membre du Jockey, du cercle de l'Union, du cercle de la rue Royale, de la Société hippique, de l'Omnium, des Acacias et de la Société des Guides. Président du Cercle de la rue Royale depuis la dernière reconstitution de ce cercle, il fut constamment réélu dans ces fonctions qu'il exerçait avec un tact exquis. Affaibli par l'âge, il avait démissionné l'an dernier et on lui donna pour successeur le duc de la Trémoille. Il fut aussi président de la Société des guides et son coach, mené par lui avec la plus grande correction, tint toujours la tête des brillants défilés des mails sur la place de la Concorde. Démissionnaire depuis deux ans, il eut pour successeur M. de la Haye-Jousselin. Le général comte Friant, mort presque octogénaire, était de taille moyenne, bien prise, sobrement élégante. Sa moustache et son impériale restèrent toujours du plus beau noir, car il tenait à ne pas paraître vieux. Petit-fils du célèbre Friant, l'un des plus glorieux généraux de la République et de l'Empire, il était le fils du Comte Jean-François Friant, qui fut aide de camp du roi Louis-Philippe, commanda en chef pendant quelque temps la garde nationale de Paris, après la mort du général Lobau. Ce fut lui qui, lors de la Révolution, accompagna le roi Louis-Philippe dans son exil en Angleterre. Le général comte Friant, commandeur de la Légion d'honneur, avait été mis à la retraite en 1887. Ses obsèques seront célébrées vendredi prochain à la Madeleine.

## Décorations
- Officier de la Légion d'honneur le 19 octobre 1871[1]
- Commandeur de la Légion d'honneur le 20 décembre 1886[1]
- Médaille militaire
- Médaille commémorative de la campagne d'Italie (1859)
- Médaille commémorative de la guerre 1870-1871